# Андреа Ллойд-Керрі
Андреа Ллойд-Керрі (англ. Andrea Lloyd-Curry, 2 вересня 1965) — американська баскетболістка.
Олімпійська чемпіонка 1988 року.
Переможниця Панамериканських ігор 1987 року, бронзова призерка 1991 року.
Бронзова призерка Чемпіонату світу 1994 року.
Переможниця літньої універсіади 1989 року.